# Sju Taunsend
Suzan Lilijan "Sju" Taunsend (енгл. Susan Lillian "Sue" Townsend; Лестер, 2. april 1946 — Лестер, 10. april 2014) bila je romanopisac, pisac pozorišnih komada  i novinar. Najpoznatija je po romanima o Adrijanu Molu. Njen stil pisanja je kombinacija humora i socijalnih komentara, ali je pisala i drame.

## Biografija
Taunsendova je rođena 2. aprilа 1946. godine u Lesteru, Engleska. U rodnom mestu je pohađala osnovnu školu Glen Hils gde je školska sekretarica bila gospodja Klerikouts, čije je ime bilo pomenuto u knjigama o Adrijanu Molu. Njen otac je bio poštar i ona je najstarija od petoro sestara.
Sa petnaest godina napustila je školu i odmah počela da piše. Tako je ostala bez formalnog obrazovanja i bila domaćice u engleskoj provinciji, u gradu Lesteru, sve do objavljivanja svog prvog romana.
Dvadeset godina je pisala tajno.
Do svoje osamnaeste godine udala se za limarskog radnika i sa dvadeset dve godine imala troje dece: Šona, Danijela i Viktoriju. Tada je živela na imanju Safron Lejn, nedaleko od kuće u kojoj je odrastao dramaturg Džo Orton. Taj brak je trajao sedam godina.
Radila je mnoge poslove i na jednom od njih, na avanturističkom igralištu, upisala se na kurs kanua, gde je upoznala Kolina Brodveja, svog drugog muža i oca njenog četvrtog deteta, Elizabet. On ju je i ohrabrio 1975. godine da se pridruži lokalnoj grupi pisaca u umetničkom pozorištu Feniks u Lesteru.
U vreme kada je pisala knjige o Adrijanu Molu, živela je u Saforn Lejn Istu. Knjiga Bolno odrastanje Adrijana Mola je po opštoj pretpostavci zasnovana na njenim dečijim iskustvima koje je doživela u osnovnoj školi Meri Linvud u Lesteru. Nekoliko nastavnika koji su pomenuti u knizi (kao sto su gospodja Fosington-Gor i gospodin Dok) su zasnovani na ljudima koji su zaista i predavali u osnovnoj školi u ranim 1980-im. Kada se je snimala serija zasnovana na knjizi, snimalo se je uglavnom u drugoj školi u blizini. Škola Meri Linvud se je zatvorila 1997.
Prve dve knjige iz serijala su na šaljiv način čitaocu predstavile život jednog tinejdžera. 
Taunsendova je patila od dijabetesa mnogo godina i registrovano joj je slepilo godine 2001. Sve svoje kasnije knjige je diktirala obično svom sinu Šonu. Godine 2007. su joj otkazali bubrezi i stavljena je na dijalizu. U septembru 2009. je dobila bubreg od svog sina Šonа nakon dvogodišnjeg čekanja na donora. Operacija je bila obavljena u Lesterskoj Generalnoj Bolnici. Takođe je lik Adrijana Mola delom zasnovan na Šonu.
Godine 2013. doživela je moždani udar. Umrla je 10. aprila 2014. godine. Iza we su ostali drugi suprug Kolin, weno četvoro dece i desetoro unučadi.

## Nagrade
| Godina | Nagrada |
| ------ | --- |
| 1981   | Nagrada za pisca pozorisnih komada,televizija Tejms                                                                                |
| 2003   | Nagrada Frink |
| 2007   | Dva honorarna doktorata,jedan od Lesterskog Univerziteta i jedan od Loubrou Univerziteta                                           |
| 2007   | Nagrada Dzejms Dzois Literalne i Istorijske Zajednice Univerziteta Koledza Dablin                                                  |
| 2012   | Britanske Knjizevne Nagrade, Audioknjiga godine, Zena koja je na godinu dana otisla u krevet pripovedana od strane Karolin Kuentin |

## Dela

### Serije knjiga o Adrijanu Molu
- 1. deo - Tajni dnevnik Adrijana Mola
- 2. deo - Bolno odrastanje Adrijana Mola (1984)
- 3. deo - Iskrene ispovesti Adrijana Alberta Mola (1989)
- 4. deo - Adrijan Mol: Godine lutanja (1993)
- 5. deo - Adrijan Mol: Godine kapućina (1999)
- 6. deo - Adrijan Mol: Оružje za masovno uništenje (2004)
- 7. deo - Izgubljeni dnevnici Adrijana Mola 1999–2001 (2008)
- 8. deo - Adrijan Mol: Mlitave godine (2009)

Bonus izdanja: 
- 1-3.5 deo - omnibus - Adrian Mole: From Minor to Major - Adrijan Mol od Maloletnika do Punoletnika (1991)
- 3.5 deo - omnibus - Adrian Mole and the Small Amphibians – Adrijan Mol i mali vodozemci (1991)

### Drugi romani
- Remontovanje Koventrija
- Kraljica i ja (1992), priča o Britanskoj kraljevskoj porodici koja živi “normalan“ život u jednom urbanom stambenom naselju tokom republikanske revolucije
- Deca duhova (1997)
- Broj 10 (2002)
- Kraljica Kamila (2006)
- Žena koja je na godinu dana otišla u krevet (2012)

### Pozorisni komadi
- Vomberang (Soho Poli–1979)
- Duh Danijela Lamberta (Lesterski Hajmarket Teatar–1981). Zatvorio se januara 2007
- Zajednička prostorija (Krojdon Magacin Teatar–1981)
- Kapetan Božić i zli odrasli (Feniks Art Teatar–1982)
- Bazar i preturanje (Rojal Kort Teatar–1982)
- Traženje rečiju (Krojdon Magacin–1983)
- Velika nebeska krava (Rojal Kort Teatar 1984)
- Tajni dnevnici Adrijana Mola 13¾ godina, predstava (Lester Feniks–1984)
- Diznilend to nije (Rojal Kort Teatar Na spratu–1989)
- Deset sićušnih prstiju (Biblioteka Teatar, Mančester–1989)
- Kraljica i ja (Vodvilj Teatar–1994, turneja u Australiji leta 1996 i pod nazivom The Royals Down Under)

### Ne–fikcija
- Gospodin Bevanov san: Zato je Britaniji potrebna socijalna država (1989)
- Javni razgovori sredovečne žene (2001)

## Spoljašnje veze
- Edicijske stranice
- sue-townsend-interview-alex-clark Razgovor
- Počasni doktorat Архивирано на веб-сајту  (21. јун 2013)
- Sue Townsend